# Marion Josserand
Marion Josserand, född den 6 oktober 1986 i Saint-Martin-d'Hères, Frankrike, är en fransk freestyleåkare.
Hon tog OS-brons i damernas skicross i samband med de olympiska freestyleävlingarna 2010 i Vancouver.